# シマ・シンヤ
シマ・シンヤ（????年9月27日 -）は日本のイラストレーター・漫画家。過去の名義にmoyaがある。

## 来歴
2018年、moya名義で発表した「Light and Specs」が、モーニングによる新人賞「第6回THE GATE」で審査員賞・鈴ノ木ユウ賞を受賞する。2019年12月、月刊コミックビーム（KADOKAWA）で「Lost Lad London」の連載を開始。同作は第25回文化庁メディア芸術祭マンガ部門新人賞を受賞した。

## 作品リスト

### 漫画作品

#### シマ・シンヤ名義
- Lost Lad London -ロスト・ラッド・ロンドン-（2021年、KADOKAWA・コミックビーム、全3巻）
  - Lost Lad London -ロスト・ラッド・ロンドン 1巻（2021年1月12日、ISBN 978-4047364844）
  - Lost Lad London -ロスト・ラッド・ロンドン 2巻（2021年1月12日、ISBN 978-4047364851）
  - Lost Lad London -ロスト・ラッド・ロンドン 3巻（2021年6月11日、ISBN 978-4047366886）
- Gutsy Gritty Girl -ガッツィ・グリティ・ガール-（2022年7月12日、ビームコミックス、全1巻、ISBN 978-4047371316）
- GLITCH -グリッチ-（2022年 - 2023年、KADOKAWA・コミックビーム、全3巻）
  - GLITCH -グリッチ- 1巻（2022年7月12日、ISBN 978-4047371293）
  - GLITCH -グリッチ- 2巻（2022年7月12日、ISBN 978-4047371309）
  - GLITCH -グリッチ- 3巻（2023年1月12日、ISBN 978-4047373167）
  - GLITCH -グリッチ- 4巻（2023年7月12日、ISBN 978-4047375697）
- Daddy Steady Go!（2024年8月22日、講談社・モーニングKC、全1巻、ISBN 978-4065365045）
- Void: No. Nine -9番目のウツロ（2024年 - 2025年、KADOKAWA・コミックビーム、全4巻）
  - Void: No. Nine -9番目のウツロ 1巻（2024年7月12日、ISBN 978-4047380271）
  - Void: No. Nine -9番目のウツロ 2巻（2024年7月12日、ISBN 978-4047380288）
  - Void: No. Nine -9番目のウツロ 3巻（2025年1月10日、ISBN 978-4047382305）
  - Void: No. Nine -9番目のウツロ 4巻（2025年8月12日、ISBN 978-4047384927）

#### moya名義
- Light and Spaces（2018年、モーニング）

### 装画
- やぶにらみの時計（2021年11月9日、徳間書店、著者：都筑道夫、ISBN 978-4198946920）
- 猫の舌に釘をうて（2022年2月8日、徳間書店、著者：都筑道夫、ISBN 978-4198947187）
- 紅だ!（2022年7月25日、文藝春秋、著者：桜庭一樹、ISBN 978-4163915692）
- ここでは誰もが嘘をつく（2022年12月7日、講談社、著者：嶋中潤、ISBN 978-4065292822）
- 遠い空の下、僕らは恐る恐る声を出す（2023年2月21日、光文社、著者：野中ともそ、ISBN 978-4334915162）
- ここでは祈りが毒になる（2023年12月13日、講談社、著者：嶋中潤、ISBN 978-4065339954）
- ここでは言葉が死を招く（2024年10月17日、講談社、著者：嶋中潤、ISBN 978-4065372883）
- パラドクス・ホテル（2025年3月12日、創元SF文庫、著者：ロブ・ハート、翻訳：茂木健、ISBN 978-4488620110）